# Bodo Gemper
Bodo Berno Gemper (* 30. Januar 1936 in Jena; † 2. Juni 2023) war ein deutscher Wirtschaftswissenschaftler und Hochschullehrer.

## Leben
Nach dem Abitur an der Adolf-Reichwein-Oberschule in Jena 1955 studierte er Arbeitsökonomik an der Karl-Marx-Universität Leipzig. 1959 zog er nach Westdeutschland. In Frankfurt am Main studierte er Wirtschaftswissenschaften. 1965 erwarb er in Bern das Lizenziat der Wirtschaftswissenschaften. Nach der Promotion zum Dr. rer. pol. an der Universität Bern 1970 lehrte er als Professor für Volkswirtschaftslehre, insbesondere Finanzwissenschaft, an der damaligen Gesamthochschule und späteren Universität Siegen von 1973 bis 2001. 2001 wurde er an der Universität Pretoria zum DCom promoviert.